# Tommy Jönsson
Tommy Jönsson (Malmö, 4 marzo 1976) è un ex calciatore svedese, centrocampista.

## Palmarès

### Club

#### Competizioni nazionali
- Campionato svedese: 1

Halmstad: 2000